# Mortifier
Mortifier ist eine US-amerikanische Thrash-Metal-Band aus Canton, Ohio, die im Jahr 2007 gegründet wurde.

## Geschichte
Die Band wurde Anfang 2007 von Gitarrist Zach Wincek und Schlagzeuger Pete Van Horn gegründet. Nachdem die Band die ersten Lieder aufgenommen hatte, erschien gegen Ende 2008 das Debütalbum Underground Noise, dem im Sommer 2009 die EP Tales of Torture folgte. In den folgenden zwei Jahren hielt die Band Auftritte in den USA ab. Im Jahr 2011 erschien über Stormspell Records das Album Anatomies Undone.

## Stil
Die Band spielt klassischen, aggressiven Thrash Metal.

## Diskografie
- 2008: Dead By Dawn (Demo, Eigenveröffentlichung)
- 2008: Underground Noise (Album, Eigenveröffentlichung)
- 2009: Tales of Torture (EP, Ohio Metal Militia)
- 2011: Anatomies Undone (Album, Stormspell Records)